# Pararothia vieui
Pararothia vieui là một loài bướm đêm trong họ Noctuidae.